# Die Wildente

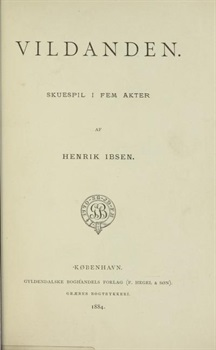
Die Wildente (1884, Orig. norweg.: Vildanden), Erstausgabe

Die Wildente (1884, Orig. norweg.: Vildanden) ist ein Schauspiel in fünf Akten von Henrik Ibsen. Es zählt zu den bekanntesten Stücken der skandinavischen Dramatik. Das Stück wurde am 9. Januar 1885 am Theater Den Nationale Scene in Bergen uraufgeführt. Auf Deutsch erschien es erstmals 1887.
Der Protagonist des Stücks, Gregers Werle, kehrt nach Jahren in sein Elternhaus zurück. Lange hat er sich vom Vater, dem Großhändler Konsul Werle, ferngehalten. Zu Hause trifft er seinen Jugendfreund Hjalmar Ekdal wieder, zu dem er ebenfalls keinen Kontakt gehalten hatte. Als er zu erkennen meint, sein alter Freund sei in ein Gespinst von Lüge und Intrige verfangen, will er ihm die Augen öffnen. Mit der Wahrheit konfrontiert soll Hjalmar Mut für Höheres, für eine ideale Zukunft schöpfen. Doch tatsächlich zerstört Gregers nicht nur das Leben Hjalmars, der dem Idealismus Gregers’ nicht gewachsen ist, er zerstört auch das Leben von Hjalmars Frau Gina.

## Handlung

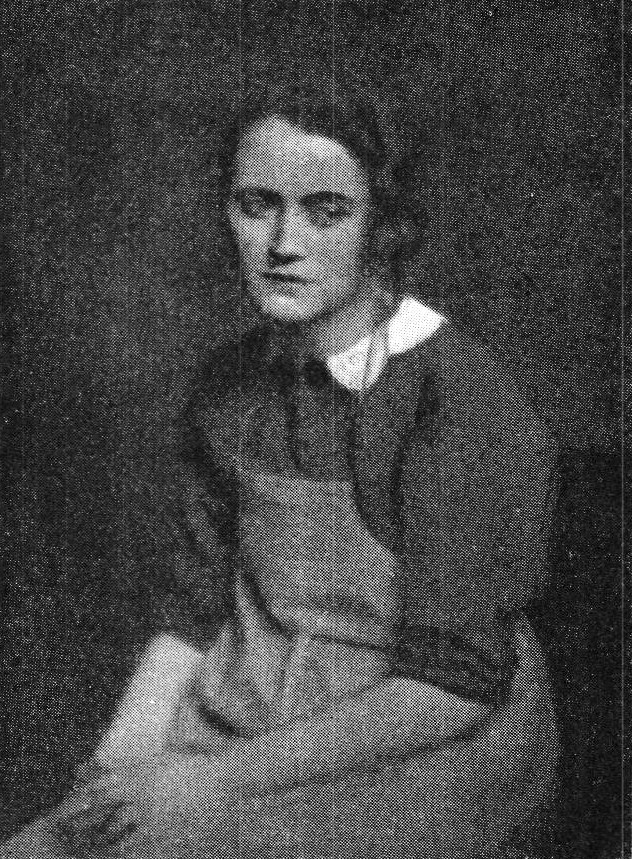
Betzy Holter als Hedvig in „Die Wildente“ im Nationaltheatret, 1928

### Erster Akt
Der Großhändler Konsul Werle gibt eine Abendgesellschaft für eine gestaltlose norwegische Provinzgesellschaft. Gregers Werle, sein Sohn, ein Idealist und Wahrheitsfanatiker, hat jahrelang in der väterlichen Fabrik im Høydal gearbeitet. Nun ist er zurückgekehrt und lädt seinen Jugendfreund Hjalmar Ekdal zu der Abendgesellschaft ein.
Hjalmar, ein lebensuntauglicher Phantast, schlägt sich mehr schlecht als recht als Fotograf durch. Er ist inzwischen mit Gina Hansen verheiratet, die früher bei den Werles gearbeitet hatte. Das Paar hat eine Tochter, Hedvig, deren Erziehung und Unterhalt Konsul Werle finanziell unterstützt.
Gregers Werle ist überzeugt, dass sein Vater für diese Zahlungen zwei Gründe hat:
1. Der Konsul hat ein schlechtes Gewissen gegenüber Hjalmars Vater, der früher sein Mitgesellschafter war. Der alte Ekdal wurde in einer ungeklärten Affäre, in die auch der Konsul verwickelt war, zu einer Gefängnisstrafe verurteilt. Seit seiner Freilassung arbeitet er als einfacher Schreiber im Geschäft. Für den alten Ekdal selbst gibt es nichts Besseres mehr als Cognac. „Als Ekdal wieder auf freien Fuß gesetzt wurde, war er ein gebrochener Mann, dem einfach nicht zu helfen war. Es gibt […] Menschen, die brauchen nur […] ein paar Schrotkörner in den Balg zu bekommen, dann tauchen sie unter, bis auf den Grund, und kommen nie mehr nach oben.“
2. Gregers Werle hat den Verdacht, dass Hedvig die Tochter seines Vaters ist und dass er Gina nur deswegen mit Hjalmar verheiratet hat, damit das Kind einen gesetzlichen Vater bekommt. Werle hatte auch Hjalmars Fotoatelier ausgestattet, damit für die kleine Familie gesorgt ist.

Gregers überwirft sich mit seinem Vater und zieht bei den Ekdals ein. Er ist fest entschlossen, Hjalmar die Wahrheit zu sagen: „Denn jetzt sehe ich endlich eine Aufgabe vor mir, für die es sich zu leben lohnt.“ Bald erkennt er, wer das Fotoatelier wirklich führt: Gina. Hjalmar verträumt seine Zeit, vernachlässigt darüber seine Arbeit. Tatsächlich machen ihm die Fotoarbeiten nicht sehr viel Spaß, er nutzt jede Gelegenheit, um sich abzulenken. In der Öffentlichkeit ist er unbeholfen, ohne viel Wissen und Geist, selbst zum Smalltalk kaum fähig.

### Zweiter Akt
Während Gina das Fotoatelier führt und sich Mühe gibt, mit den wenigen Mitteln und Möglichkeiten, die ihr zur Verfügung stehen, ihrer kleinen Familie ein „bescheidenes, aber behagliches“ Heim zu bieten, vertrödelt Hjalmar seine Zeit mit einer imaginären „Erfindung“ und geht mit seinem Vater „auf die Jagd“ in einer Bodenkammer, wo er zwischen vertrockneten Bäumen ein paar zahme Tiere hält. Manchmal schießen sie ein Karnickel und stellen sich vor, es wäre ein Bär. In dieser Dachkammer wird auch eine zahme, flügellahme Wildente gehalten, die allein Hedvig gehört. Ab und zu „leiht“ Hedvig die geliebte Wildente dem Vater und dem Großvater, wenn sie „auf die Jagd“ gehen.
Für Gregers Werle stellen die illusionäre Dachbodenwelt und die Wildente, die nur zum Schein gejagt wird, ein Symbol für die Illusion und Lebenslüge dar, in der die gesamte Ekdalsche Familie lebt. Daher ist er fest entschlossen, die Wahrheit ans Licht und das Lügengebäude zum Einsturz zu bringen.

### Dritter Akt
Das Urteil über Hjalmar verstärkt sich: er ist faul, lustlos, nutzt jede Gelegenheit zur Ablenkung, eine Eigenschaft, die er von seinem Vater hat. Seine Arbeit delegiert er an Gina und Hedvig. Hjalmar: „Ich überlasse die laufenden Arbeiten im allgemeinen ihr; denn so kann ich mich unterdessen zurückziehen in die Wohnstube und über Dinge nachdenken, die wichtiger sind“, nämlich seine Lebensaufgabe, „den Namen Ekdal wieder zu Ehren und Ansehen“ zu bringen, durch eine Erfindung, durch die das Gewerbe der Fotografie „sowohl zu einer Kunst wie zu einer Wissenschaft wird“. Dann darf der alte Ekdal seine Uniform wieder offen (und nicht nur heimlich auf dem Dachboden) tragen, denn „das ist es, wonach sein ganzes Sinnen und Trachten geht“.
Der alte Werle taucht auf, will seinen Sohn mit sich nehmen, doch der sagt sich vollständig los. Gregers will Hjalmar auf einen Spaziergang mitnehmen, ihm alles sagen. Gina und Relling (der Arzt) wollen ihn zurückhalten.

### Vierter Akt
Gregers berichtet Hjalmar von dem Verdacht, dass sein Vater auch der Vater von Hedvig sein könnte. Gregers will Hjalmar damit zu einem Neuanfang verhelfen. Doch alles, was er erreicht, ist die Zerstörung von Hjalmars Illusionen und seiner vermeintlich heilen Welt.
Hjalmar spricht Gina auf ihr Verhältnis zum alten Werle an. Sie gibt zwar eine Affäre mit ihm zu, begründet aber ihre Verschwiegenheit gegenüber Hjalmar damit, dass dieser sie nicht geheiratet hätte, wenn er von dem Verhältnis gewusst hätte. Da sie Hjalmar jedoch liebte und ihn wollte, habe sie die Affäre für sich behalten. Hjalmar war damals auf Abwegen, mit der Hochzeit jedoch wurde er ein „braver und herzensguter Mann“. Der Idealist Gregers hatte gehofft, dass die Liebe zwischen Gina und Hjalmar nach dieser Aussprache gestärkt und gefestigt sein würde.
Doch diese Hoffnung erfüllt sich nicht. Seine Ideale werden an einer Stelle Wirklichkeit, wo er sie nicht erwartet hätte: bei seinem Vater und Frau Sørby, der der Konsul einen Heiratsantrag gemacht hat. Der Konsul setzt auch fest, dass der alte Ekdal eine Rente auf Lebenszeit bekommen soll und dass das Geld, nach dem Tod ihres Großvaters, an Hedvig ausgezahlt werden soll. Darin sieht Hjalmar einen Beweis dafür, dass Hedvig Werles Tochter ist. Hjalmar will sich wortreich von seiner Familie trennen, bringt aber nicht einmal dafür die nötige Energie auf.

### Fünfter Akt
Dr. Relling offenbart Gregers seine Passion: Er ist Arzt, und seine Kur für alle Menschen ist die, dafür Sorge zu tragen, dass das „Flämmchen der Lebenslüge [in den Menschen] nicht erlischt“. Die Lebenslüge des alten Ekdal ist eben sein Dachboden. „Es gibt auf der ganzen Welt keinen glücklicheren Schützen als ihn […], wenn er zwischen all dem Gerümpel herumkriechen kann. […] Die Kaninchen, die über den Boden hoppeln, das sind Bären, an die er sich anpirscht.“ Warum das ausländische Wort „Ideale“ verwenden, es gibt doch ein einheimisches Wort dafür: „Lügen“.
Dr. Relling will Gregers nicht verraten, wie er Hjalmar kurieren möchte. Als Gregers betont, wie wichtig es sei, dass Hjalmar der Wahrheit ins Auge blicken kann, meint Relling: „Das wäre das Schlimmste, was ihm passieren könnte. Wenn sie einem Durchschnittsmenschen seine Lebenslüge nehmen, so bringen sie ihn gleichzeitig um sein Glück.“
Hjalmar möchte gehen und doch bleiben, bittet, dass man seine Sachen packe und ihm ein Lager herrichte. In ihm kämpfen der Stolz und das Gefühl, betrogen worden zu sein, gegen den einfachen Wunsch, dass alles wieder so sei wie immer, dass er bleiben könne. Hedvig hat das Gespräch zwischen Gregers und Hjalmar unbemerkt mitgehört. Gregers hat gemeint, Hedvig müsse – um ihrem Vater ihre Liebe zu beweisen – das ihr am größten scheinende Opfer bringen. Gregers meinte damit die Wildente. Hjalmar aber hatte sich – sehr pathetisch – gefragt, ob Hedvig bereit wäre, ihr eigenes Leben für ihn zu opfern. Er glaubt nicht mehr an ihre Liebe zu ihm.
Als ein Schuss ertönt, glaubt Gregers den Grund zu kennen: Hedvig hat für seine Liebe das Wertvollste in ihrem Leben, die Wildente, geopfert. Doch als die beiden Männer auf den Dachboden eilen, finden sie Hedvig dort tot am Boden. Dr. Relling erkennt, dass Hjalmar ohne Lebenslüge nicht leben kann. Das wird sich auch in seiner Trauer um Hedvig zeigen: „Noch ehe ein Jahr herum ist, wird Klein-Hedvig für ihn nichts weiteres sein als eine angenehme Gelegenheit, sich in gerührten Phrasen über sie zu ergehen. […] Da werden sie ihn tönen hören über 'das dem Vaterherzen zu früh entrissene Kind'. Da sollen sie mal sehen, wie er sich einpökelt in Rührung und Selbstbewunderung und Mitleid mit sich selbst. […]“

## Stilmittel
Das gesamte Schauspiel arbeitet auf doppeltem Boden. Ibsen greift auf folgenden psychologischen Effekt zurück: wenn man zwei diametral entgegengesetzte, aber logisch begründete Fakten kurz hintereinander hört, neigt man dazu, die erste Aussage für die Wahrheit zu halten, während man die zweite Aussage entweder verneint oder ignoriert. Ein Beispiel ist die folgende Assoziationskette:
1. Konsul Werle bekommt immer schlechtere Augen.
2. Werle und nicht Hjalmar soll der Vater Hedvigs sein.
3. Hedvigs Augen werden immer schlechter.

Hier liegt eine logische Faktenkette vor. Das Faktum, dass auch Hjalmars Mutter schlechte Augen hatte und daher Hedvigs Kurzsichtigkeit auch als Erbe der Großmutter väterlicherseits erklärbar wäre, steht zurück, da obige andere logische Erklärung bereits vorher erfolgte. Auf diese Art legt Ibsen eine falsche Fährte, die von der allzu menschlichen Sensationsgier zusätzlich unterstützt wird. Die Frage, wer Hedvigs biologischer Vater nun tatsächlich ist, lässt der Autor am Ende unbeantwortet. Die Wahrheit bzw. Intention des Schauspiels ist jedoch sowieso eine andere – sie offenbart sich im fünften Akt, als der liberale Arzt Relling meint, dass die Gesellschaft nur durch ein Lügengewebe zusammengehalten werde.
Auf begnadete Weise nutzt Ibsen auch einen anderen Streich aus, den unser Gehirn uns spielen kann. Mit dem Vorwissen um bestimmte Zusammenhänge kann Neues in einem völlig anderen Licht erscheinen, nur weil das Gehirn das Vorwissen in die neue Faktenlage hineinprojiziert. Sehr gut zu beobachten ist das im Vater-Sohn-Gespräch am Ende des ersten Aktes, dem man Dinge zu entnehmen glaubt, die mit keinem Wort Erwähnung finden.
Eine typisch menschliche Eigenschaft ist auch die, dass man Menschen, die man liebt, immer in einem guten Licht sehen möchte. Ibsen verzerrt diese Eigenschaft bis ins Groteske: Um ein schönes Bild ihres Mannes aufrechtzuerhalten, findet Gina immer wieder eine Erklärung dafür, dass er nicht so arbeitet, wie man es von ihm erwarten würde. z. B.: „Das versteht sich doch wohl von selbst, dass Ekdal was anderes ist als einer von den gewöhnlichen Fotografen.“

## Wirkung
In Thomas Bernhards Roman Holzfällen wird nicht nur explizit auf das Stück Bezug genommen – dort stößt ein Schauspieler zur Abendgesellschaft, der zuvor am Abend bei einer Aufführung der Wildente den Ekdal gegeben hat –, auch das Thema der Verlogenheit und Heuchelei einer Gesellschaft ist zentral.
Im Roman Scham und Würde (1994) von Dag Solstad löst die Erkenntnis, dass Dr. Relling in Ibsens Wildente eine zentrale Funktion innehaben könnte, in Kombination mit der ignoranten Reaktion der Schülerinnen und Schüler darauf, beim Protagonisten, einem Studienrat für Norwegisch, eine folgenschwere Lebenskrise aus.
Ibsens Schauspiel wurde mehrfach verfilmt, unter anderem 1925 als deutscher Stummfilm Das Haus der Lüge, 1975 als Fernsehfilm der DDR und 1976 als deutsch-österreichischer Spielfilm.

### Film
Ibsens Schauspiel wurde mehrfach verfilmt, unter anderem:
- Das Haus der Lüge (1925), deutscher Stummfilm, mit Werner Krauß
- Die Wildente (1975), Fernsehfilm der DDR
- Die Wildente (1976), deutsch-österreichischer Spielfilm, mit Bruno Ganz, Anne Bennent, Jean Seberg, u. a.
- Die Wildente (The Daughter) (2015), australischer Spielfilm, Buch und Regie: Simon Stone